# Batalla de Karakilisa
La batalla de Karakilisa (en armeni: Ղարաքիլիսայի ճակատամարտ) va ser una batalla de la campanya del Caucas, durant la Primera Guerra Mundial, on es van enfrontar les forces armènies contra les otomanes. Va tenir lloc al voltant de Vanadzor, en una zona antigament anomenada Karakilisa, entre el 24 i el 28 de maig de 1918.

## Antecedents
Tan sols dos mesos després de la signatura del Tractat de Brest-Litovsk, l'Imperi Otomà va començar a atacar els territoris armenis de Rússia. En violació del tractat prèviament signat amb la RSFS Russa, el 3r Exèrcit otomà va travessar la frontera al maig de 1918 i va atacar a Aleksandrópol (actualment Gyumri) del qual l'exèrcit rus es va retirar a conseqüència de la Revolució de 1917. L'exèrcit otomà volia aixafar a Armènia i apoderar-se de la Transcaucasia per connectar els diferents estats turcs entre ells (panturquisme). El govern alemany no va aprovar la iniciativa del seu aliat i es va nega a ajudar els otomans en aquest front.
En aquest moment, només una petita part del territori de l'Armènia russa, la gubèrnia d'Erevan, encara no està ocupada pels otomans, i aquesta regió acull un flux de 350.000 refugiats armenis que fugen del genocidi armeni.
Les forces otomanes va decidir per una estratègia d'atac triple per derrotar a Armènia. Després de la caiguda d'Aleksandrópol, l'exèrcit otomà entra a la vall d'Airarat, el cor d'Armènia.

## Batalla
El dia 20, l'exèrcit otomà conquista els pobles d'Akhbulag, Djrajur i Kaltakhchi.
El dia 21, ocupen Vorontsóvskaia. L'exèrcit armeni es retira, pressionat per les tropes otomanes, que se separen. L'encapçalament de la columna de Karakilisa té 10.000 homes, 70 peces d'artilleria i 40 metralladores. Quan la població va fugir cap al sud (cap a Erevan i Siunik), Gareguin Njdeh va arribar a la ciutat amb les seves tropes i va intentar reunir els habitants per a la lluita. Les forces armènies van aconseguir 6.000 homes, recolzats per 70 peces d'artilleria i 20 metralladores.
Després de quatre dies de ferotges enfrontaments, ambdues parts van patir fortes pèrdues.

## Conseqüències
Malgrat que l'exèrcit otomà va aconseguir conquerir Karakilisa i massacrar tota la seva població de 4.000 persones, no tenia més forces per penetrar en territori armeni. Wehib Paşa va dir a les seves tropes, 
| « | No tenim la força per derrotar els armenis. La batalla de tres dies a Karakilisa mostra que, sempre que la seva vida estigui en perill, preferiran morir lluitant. No hem d'iniciar una batalla amb la força que 1.200.000 armenis poden fer front. Si els georgians s'uneixen a les hostilitats, serà impossible avançar ... En definitiva, hem d'arribar a un acord amb els armenis i els georgians. | » |

El 28 de maig de 1918, el Consell Nacional Armeni a Tbilisi va proclamar la independència de la República Democràtica d'Armènia, vigent fins a la invasió bolxevic del país el novembre de 1920.